# ماثيو سوندرز
ماثيو سوندرز (بالإنجليزية: Matthew Saunders)‏ (12 سبتمبر 1989 المملكة المتحدة - ) هو لاعب كرة قدم بريطاني يلعب كلاعب وسط.

## روابط خارجية
- ماثيو سوندرز على موقع قاعدة بيانات كرة القدم.إي يو (الإنجليزية)
- ماثيو سوندرز على موقع Soccerbase.com (لاعب) (الإنجليزية)
- ماثيو سوندرز على موقع Soccerway.com (الإنجليزية)